# كاثرين مانسفيلد
كاثرين مانسفيلد بوشامب موراي (بالإنجليزية: Katherine Mansfield)‏ (14 أكتوبر 1888-9 يناير1923) كانت واحدة من أبرز كتاب القصة القصيرة الحداثيين. ولدت وترعرت في مستعمرة نيوزيلاندا، واتخذت من كاثرين مانسفيلد اسمًا قلميًّا لها. تركت نيوزيلندا، في التاسعة عشر من عمرها، وانتقلت إلى المملكة المتحدة حيث أصبحت صديقة كتاب حداثيين مثل د.ه. لورانس وفيرجينيا وولـف. أصيبت خلال الحرب العالمية الأولى بالسل خارج الرئة الذي أدى إلى وفاتها في السن ال34.
أهم اعمالها ظلت غير منشورة عند وفاتها وتبنى «موري» مهمة نشرها في مجلدين اضافيين من القصص القصيرة «عش الحمامة» عام 1923. و «شيء طفولي» عام 1924.و «مجلد قصائد» و «الروايات والروائيون» و«الكناري» هو عبارة عن قصة قصيرة.

## حياتها المبكرة
ولدت كاثرين مانسفيلد (اسمها الحقيقي كاثلين مانسفيلد بوشامب) في 1888 لأسرة ذات مركز اجتماعي مرموق في ويلنغتون في نيوزيلندا. عمل والدها مصرفيًا وكانت ابنة عمة الكاتبة الدوقة إليزابيث فون أرنيم. ثم أصبح والدها، هارولد بوشامب، مديرًا لبنك نيوزيلندا ونال لقب فارس. أما جدها آرثر بوشامب فمثّل ناخبين بيكتون في البرلمان لفترة قصيرة من الزمن. وفي 1893، انتقلت العائلة من ثوردون لكاروري حيث قضت مانسفيلد سنوات طفولتها الأكثر سعادة. هذه السنوات التي شكلت مصدر إلهامها في كتابة قصة «مقدمة».

## روابط خارجية
- كاثرين مانسفيلد على موقع أرشيف الشارخ.
- كاثرين مانسفيلد على موقع IMDb (الإنجليزية)
- كاثرين مانسفيلد على موقع الموسوعة البريطانية (الإنجليزية)
- كاثرين مانسفيلد على موقع ميوزك برينز (الإنجليزية)
- كاثرين مانسفيلد على موقع إن إن دي بي (الإنجليزية)
- كاثرين مانسفيلد على موقع ديسكوغز (الإنجليزية)
- مؤلفات Katherine Mansfield في مشروع غوتنبرغ